# Facebook Gameroom
Facebook Gameroom (коммерческое наименование), также известна как Facebook Games Arcade (техническое наименование) — нативный клиент для семейства операционной системы Windows, доступный для бесплатного скачивания игрокам со всего мира. С появлением этой платформы игрокам стали доступны веб-игры и нативные игры, созданные специально для неё, а также предоставилась возможность подключаться к играм с помощью единой учётной записи Facebook.
В клиент интегрирована опция возможности просмотра прямых и записанных (сохранённых) трансляций игрового процесса (геймплея), организуемых пользователями социальной сети Facebook. Опция является уникальной, поскольку по умолчанию система трансляций, организуемых на базе движка и серверов социальной сети Facebook её пользователями, не предусматривает возможности фильтрации таких трансляций по тематике (в частности, игровые или не игровые). Вместе с тем, непосредственно просмотр каждой конкретной игровой трансляции доступен и в обычном режиме, без использования клиента Facebook Gameroom. Помимо этого, опция возможности просмотра трансляций игрового процесса клиента Facebook Gameroom обеспечивает делегирование (разделение) таких трансляций по наименованию существующих игр.